# Fruit composé
Ne doit pas être confondu avec fruit agrégé.

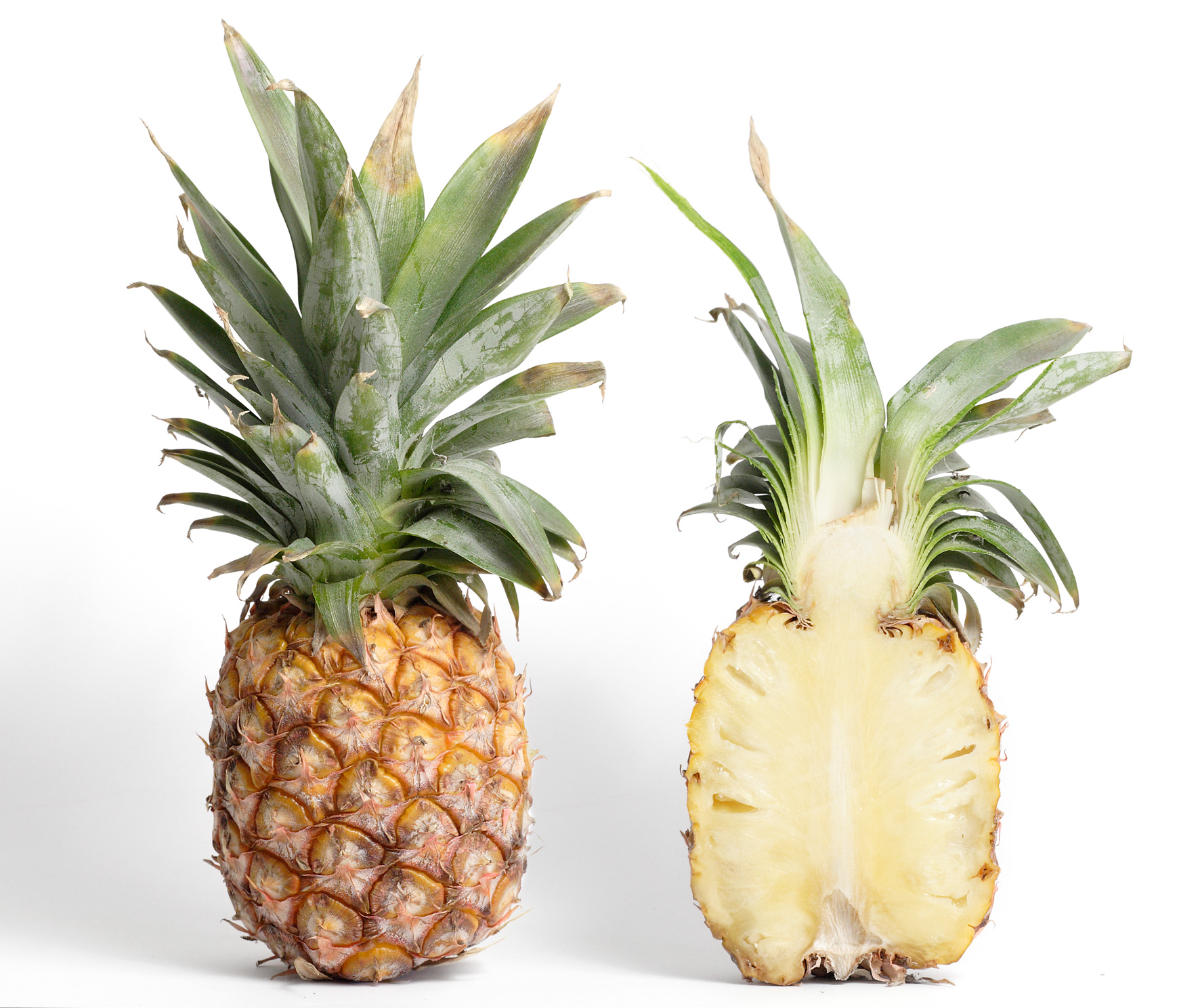
L'ananas est un fruit composé constitué de plusieurs baies soudées issues d'une infrutescence compacte.

Un fruit composé (multiple fruit ou collective fruit en anglais), est un fruit issu de plusieurs fleurs d'une même inflorescence.

## Exemples
- Sycone propre à certaines espèces de la famille des Moracées
- Polyakènes, polydrupes ou polyfollicules plus ou moins soudés de fruit agrégé ou de fruit multiple
- Fruit simple issu d'un ovaire composé
- Fruit issu d'une infrutescence compacte